# Das Meer der Fruchtbarkeit
Das Meer der Fruchtbarkeit (jap. Hōjō no umi (豊饒の海)) ist eine Roman-Tetralogie des japanischen Autors Yukio Mishima. Die Bücher entstanden zwischen 1965 und 1970 und markieren das große Abschlusswerk im Leben des Autors. Geschildert wird das Leben des Rechtsgelehrten Honda Shigekuni, eines Verstandesmenschen und Beobachters, der über mehrere Generationen hinweg die Wiedergeburten seines Jugendfreundes Kiyoaki und deren Schicksal begleitet. Währenddessen wird im Hintergrund der Erzählung ein breites Panorama der japanischen Geschichte zwischen dem Japanisch-Russischen Krieg 1904 und dem Jahr 1970 aufgespannt. Der Titel verweist auf das Mare Fecunditatis auf dem Mond.
Die Tetralogie besteht aus den Teilen Schnee im Frühling, Unter dem Sturmgott, Der Tempel der Morgendämmerung und Die Todesmale des Engels. Die letzten Seiten von Die Todesmale des Engels ließ Mishima am 25. November 1970 in einem Umschlag in seiner Wohnung zurück. Noch am selben Tag beging er nach einem gescheiterten Versuch des Staatsstreichs zusammen mit Masakatsu Morita Seppuku.
Zentrale Themen in Mishimas Opus magnum sind die buddhistische bzw. hinduistische Wiedergeburtenlehre, insbesondere die Lehre des Alaya-Bewusstseins, die moderne Geschichte Japans im Konflikt mit den westlichen Werten, sowie die Beziehungen zwischen Schönheit, Jugend, Vernunft und Erkenntnis. Dabei entwickelt Mishima seine Philosophie des „kosmischen Nihilismus“.

## Handlung

### Schnee im Frühling
Die Handlung des ersten Bandes beginnt im Jahr 1912. Geschildert wird die Geschichte des Aristokratensprösslings Kiyoaki, einer Schönheit und Träumernatur, der sich in seine Kindheitsgespielin Satoko verliebt. Als jedoch Satoko an einen Prinzen des Kaiserhauses verheiratet werden soll, wendet sich die Liebesbeziehung ins Tragische. Kiyoakis Schulfreund Honda, der mit seiner kalten Verstandesnatur einen Gegenpol zu Kiyoaki darstellt, begleitet die Geschehnisse, teils beobachtend, teils vermittelnd.
Das Milieu, in dem die Geschichte angesiedelt ist, ist höfisch oder großbürgerlich. Mit großer Detailliebe werden Einrichtungsgegenstände, Gartenarchitektur und Kimonomuster sowie Zeremonien und Feste beschrieben. Obschon bereits erste westliche Einflüsse bemerkbar sind, scheint das traditionell „Japanische“ dominant und nicht in Gefahr. Geschildert wird eine noch fast geschlossene Welt. Allerdings wird mehrfach auf den Russisch-Japanischen Krieg Bezug genommen und Honda sinniert, dass die politische Stabilität der leidenschaftlichen Jugend heute keinen Raum mehr biete, sodass diese „auf dem Schlachtfeld der Gefühle“ fallen müsse.

### Unter dem Sturmgott
Der zweite Band spielt in den Jahren 1931–1934 und erzählt die Geschichte Isoas, eines leidenschaftlichen jungen Kendokämpfers und politischen Aktivisten. Seine nationalistische Haltung, seine Kaiserverehrung und sein Hass auf die Großkapitalisten und korrupten Politiker jener Zeit fallen in ihm zusammen mit einer unstillbaren Todessehnsucht. Nach der Gründung einer Terrorgruppe und einem fast ausgeführten Attentat übernimmt der nun zum Rechtsanwalt gereifte Honda seine Verteidigung. Er sieht in ihm eine Wiedergeburt Kiyoakis und setzt alles daran ihn zu retten.
Die politische Lage im Japan der 30er Jahre war sehr angespannt. Im Jahr 1932 kam es tatsächlich zu mehreren Attentaten, auf die auch im Buch Bezug genommen wird. Der Höhepunkt der Unruhen war die Ermordung von Premierminister Inukai Tsuyoshi.
Ein wichtiges Element des Buches ist auch der Shintoismus und der mit ihm in Verbindung stehende Kaiserkult. Als ursprüngliche Religion Japans bildet er ein tiefes spirituelles Fundament für die nationalistischen Bestrebungen jener Zeit. In Band 3 wird der Dreimächtepakt als eine Hochzeit Japans „nicht mit Hitler, sondern mit den Wäldern Germaniens; nicht mit Mussolini, sondern mit dem römischen Pantheon“ bezeichnet.

### Der Tempel der Morgendämmerung
Der dritte Band beginnt im Jahre 1941 in Bangkok und endet 1952 in Japan. Auf einer Dienstreise lernt Honda die siebenjährige thailändische Prinzessin Ying Chan kennen. Und wieder ist er überzeugt in ihr eine Wiedergeburt Kiyoakis zu entdecken. Zunächst jedoch verliert sich ihre Spur und es werden Hondas Eindrücke während einer Indienreise geschildert, die für sein weiteres Leben entscheidend sein wird. Während des Krieges vertieft sich Honda in buddhistische Schriften und bewahrt stets eine große Distanz zu den Zeitgeschehnissen. Nach dem Krieg trifft der mittlerweile zu großem Reichtum gelangte Honda wieder auf Ying Chan, die in Japan studieren möchte. In der Folge entwickelt sich eine erotische Dreiecksbeziehung zwischen Ying Chan, einer Freundin Hondas und ihm selbst (als Voyeur).
Im Gegensatz zu Band 1 und 2, in denen der erzählerische Schwerpunkt auf Kiyoaki und seiner Wiedergeburt lag, steht hier Honda im Mittelpunkt. Während der erste Teil des Buches sehr ruhig und von weitschweifenden philosophischen Betrachtungen geprägt ist, ist der zweite sehr handlungsreich und zeigt das geschwätzige und dekadente Leben der neureichen Nachkriegsgesellschaft. Allgemein schildert Mishima einen Verfall von Werten und Sitten, der auch sprachlich sichtbar wird.

### Die Todesmale des Engels
Der letzte Band der Tetralogie beginnt 1970 und endet 1975, also fünf Jahre nach der Niederschrift. Er beleuchtet die letzten Jahre Hondas, seine Auseinandersetzung mit dem Tod und seine Suche nach einer neuen Wiedergeburt Kiyoakis. Nachdem er jene in dem jungen Toru entdeckt zu haben meint, adoptiert er ihn. Doch Toru entwickelt sich bald zu einem Widersacher Hondas und dieser beginnt an der „Echtheit“ der Wiedergeburt zu zweifeln.

## Ausgaben
- Yukio Mishima: Schnee im Frühling. Aus dem Japanischen von Siegfried Schaarschmidt. Hanser, München 1985, ISBN 3-446-14395-5.
- Yukio Mishima: Unter dem Sturmgott. Aus dem Japanischen von Siegfried Schaarschmidt. Hanser, München 1986, ISBN 3-446-14628-8.
- Yukio Mishima: Der Tempel der Morgendämmerung. Aus dem Japanischen von Siegfried Schaarschmidt. Hanser, München 1987, ISBN 3-446-14614-8.
- Yukio Mishima: Die Todesmale des Engels. Aus dem Japanischen von Siegfried Schaarschmidt. Hanser, München 1988, ISBN 3-446-14615-6.